# Enríquez de Valderrábano
Enríquez de Valderrábano (c.1500 – c.1557) was een vihuelista en een Spaans componist uit de 16e eeuw.
Zijn geboorteplaats is niet met zekerheid bekend. Er zijn aanwijzingen dat hij die in Peñaranda de Duero lag, of anders in Valderrábano de Valdavia, in de provincie Palencia. Van de eerste gemeente weten we wel zeker dat hij er ooit gewoond heeft, terwijl zijn achternaam een aanwijzing lijkt te geven aangaande de plaats waar hij of zijn familie vandaan kwamen.

## Silva de Sirenas

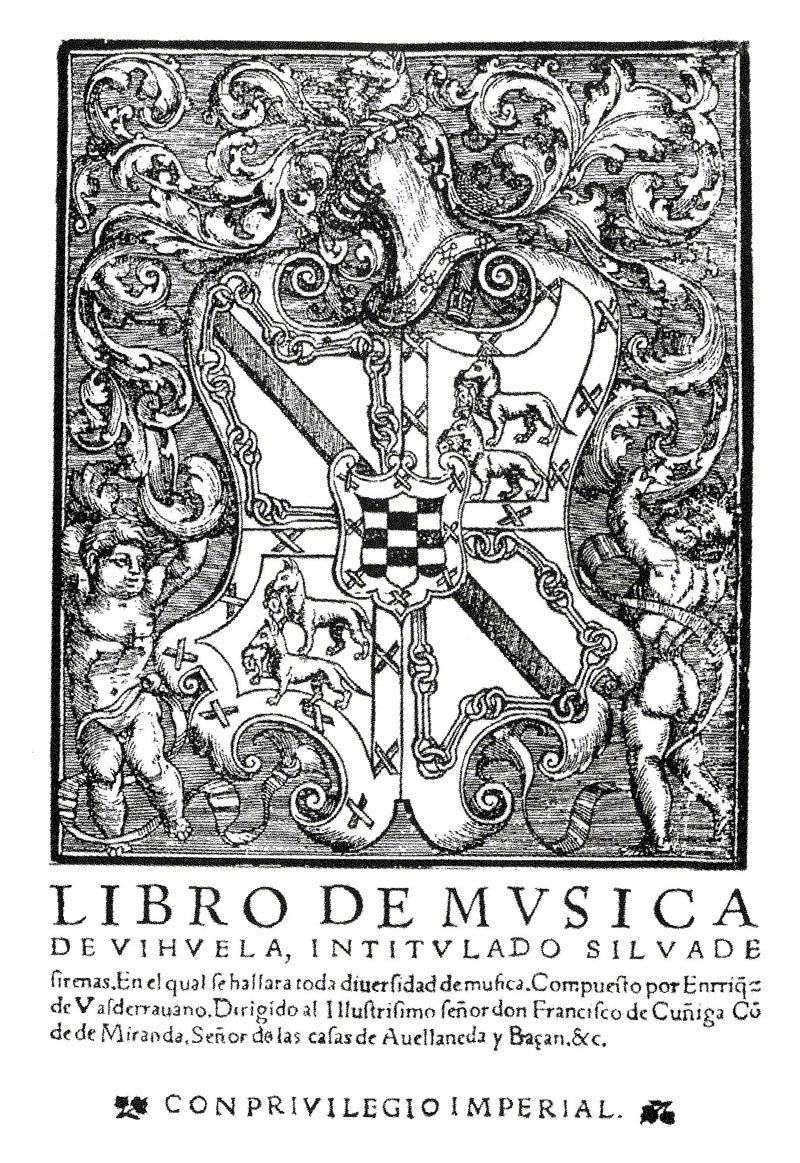
Titelblad van de Silva de Sirenas

In 1547 publiceert hij de Libro de música de vihuela intitulado Silva de Sirenas, een boek met composities voor vihuela, ook afgekort bekend als Silva de Sirenas. Aan dit werk heeft hij twaalf jaar gewerkt.
Het werk is verdeeld over zeven boeken met in totaal 169 stukken. Verschillende genres zijn vertegenwoordigd in de bundel: fuga’s, contrapuntische werken, fantasia’s, “diferencias“ (variaties), sonetten, baja’s, pavanes, vaca’s, discantes, canciones (liederen), proverbios (spreekwoorden), romances en villancico’s. Enkele composities zijn bedoeld voor vihuela solo en andere voor vihuela en zangstem. Aangezien dat gebruikelijk was onder de vihuelista’s van zijn generatie, zijn ook vele van zijn werken transcripties of bewerkingen voor vihuela solo of voor vihuela en solo stem van polyfone werken van andere componisten zoals Josquin Des Prez, Nicolas Gombert, Francesco de Layolle, Philippe Verdelot, Lupus, Sepúlveda, Loyset Compère, Jacquet van Mantua, Cristóbal de Morales, Loyset Piéton, Adriaan Willaert, Vincenzo Ruffo, Miguel Ortiz, Juán Vázquez, Mateu Fletxa el vell, Francesco da Milano, Jean Mouton, Jakob Arcadelt, Claudin de Sermisy, Pierre Moulu en Noel Bauldeweyn, hetgeen ervoor pleit dat hij een beschaafd man moet zijn geweest, onderlegd in de Europese vocale muziek van zijn tijd. Bovendien beweegt hij zich in kringen die hem toegang verlenen tot deze muziek die toen weinig verspreid was, al had hij natuurlijk via zijn contacten toegang tot een rijke bibliotheek van muziekhandschriften.